# 440670 Becassine
440670 Becassine este o planetă minoră (asteroid) din centura de asteroizi. A fost descoperită pe 22 decembrie 2005 la Nogales de Jean-Claude Merlin⁠(d). 
Obiectul prezintă o orbită caracterizată de o semiaxă mare de 2,2942149375051 UAi, o excentricitate de 0,23118488112726, o înclinație de 3,4196154108097 ° în raport cu ecliptica.